# Městečko na dlani

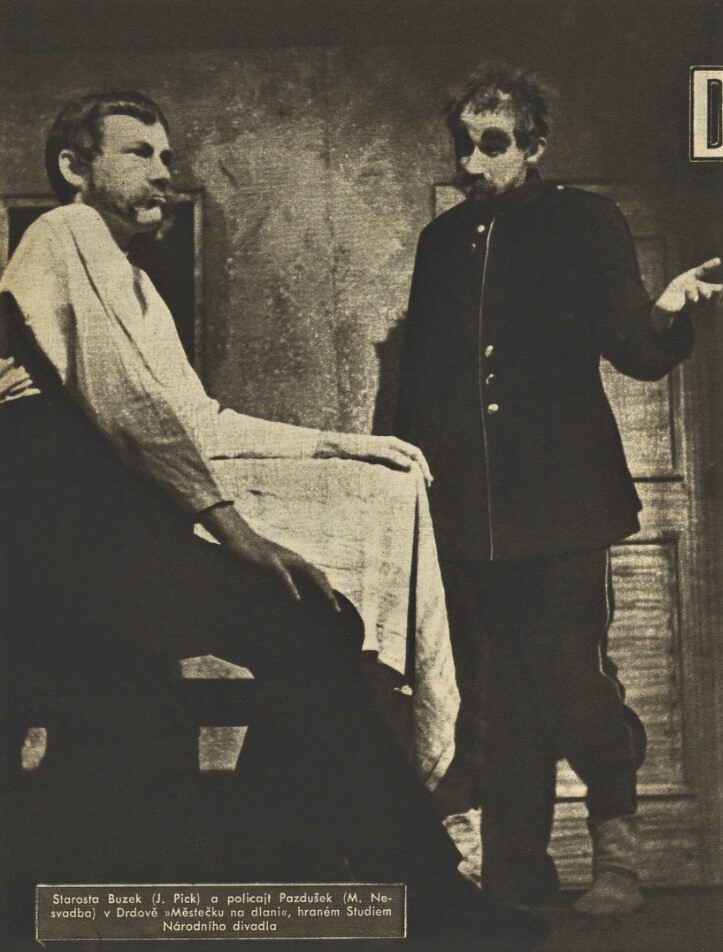
Dramatizace Městečka na dlani, režie Antonín Dvořák, Studio Národního divadla, 1947; Jiří Pick (vlevo) jako starosta Buzek a Miloš Nesvadba jako ponocný Pazdušek

Městečko na dlani je románová prvotina spisovatele a dramatika Jana Drdy. Kniha poprvé vyšla v roce 1940, a to hned ve dvou vydavatelstvích: v Praze (vydavatel František Borový, edice Žatva, obálka a vazba Otakar Mrkvička) a v Brně (Lidové noviny, knihovna Lidových novin, roč. 4., sv. 5). Od té doby kniha vyšla ještě mnohokrát: v letech 1941, 1942, 1943, 1946, 1947, 1948, 1949, 1950 (více vydání), 1953, 1954, 1956, 1958, 1960, 1963, 1966, 1971, 1982, 1987 (vedle již zmíněných nakladatelství to byly především Práce a Československý spisovatel). Ilustrace pro různá vydání vytvořili přední čeští ilustrátoři, nejčastěji to byli Vladimír Rada a Helena Zmatlíková, dále např. Cyril Bouda. Kniha byla také přeložena do norštiny, polštiny, němčiny, slovenštiny a dalších jazyků.
V době vydání knihy bylo Janu Drdovi dvacet pět let (do té doby publikoval v různých časopisech a novinách). Vzhledem k autorově smutnému dětství (v roce 1921, když mu bylo šest let, mu maminka zemřela při porodu dalšího dítěte; otec později propadl alkoholu a od rodiny odešel) lze román chápat jako idealizovaný popis jeho dětství ve smyšleném a rovněž idealizovaném městečku Rukapáň (které ale v mnohem připomínám jeho rodnou Příbram, včetně např. dolů s horníky). Stejně tak je třeba vzít v úvahu, že román vyšel v době, kdy zde již přibližně rok byl Protektorát Čechy a Morava.

## Děj
Hlavní postavou celého příběhu je František Buzek, bednářský mistr, výrobce sudů na víno. Nyní jako starosta Rukapáně laskavě, spravedlivě a lidsky řídí obec. Příliš, a za mohutného přispění ponocného Pazduška, holduje vínu, protože "musí přece odzkoušet to, co vyrobil, jestli víno v jeho sudech dobře zraje". Když se mu dvakrát zjeví anděl, který ho před pitím důrazně varuje, sepíše sám se sebou smlouvu, ve které se zavazuje, že denně vypije nejvýše tři sklenky vína. Když ale později slib poruší, přichází pro něj anděl a odvádí ho do nebe.   
Druhou hlavní dějovou linií je příběh Matěje Řezáče, který pracuje jako horník, ale po nocích pytlačí. Po neštěstí v dolech zachrání pana nadlesního a současně radního Zimmerheimera, za což dostane povolení pytlačit (což mu paradoxně pytlačení zcela znechutí).   
Třetí hlavní dějovou linií je láska Václava Trantince, syna nejbohatšího sedláka v obci, k chudé Ančce, dceři dřevaře. Václav ale Anču opravdu miluje, a přestože je otcem vyhnán z domu, Ančku si vezme. Dalšími zajímavými postavami jsou např. doktor Rozum, který má jediný automobil – vehikl – v celé obci, první radní čepičář Stýblo (který touží stát se starostou) nebo obecní blázen Janek Pudeš (jeho dojemný příběh ve filmovém zpracování skvěle ztvárnil Jindřich Plachta).   
Z laskavého a krásnou češtinou vyprávěného příběhu se vymyká závěr knihy, kdy klidný život městečka je náhle násilně přerušen vyhlášením první světové války, na vojnu musí nejen všichni mladší muži, ale také koně. Závěrečné stránky jsou proto pochmurné, plné loučení, smutku, slz a pláče.  

## Filmová adaptace
Velký úspěch hned prvního vydání románu (následované druhým vydáním po několika měsících) záhy přilákal i filmaře. Natáčení začalo již v roce 1941 (tedy pouhý rok po vydání románu), film měl premiéru v září 1942. Hlavní roli starosty Františka Buzka ztvárnil František Smolík, Jindřich Plachta zahrál obecního blázna Janka Pudeše, Jaroslav Průcha hrál horníka a také pytláka Matěje Řezáče, Jaroslav Marvan zahrál nadlesního a současně radního Zimmerheiera. František Filipovský ztvárnil čepičáře Stýbla, který je také ambiciózní opoziční radní (touží být starostou), Gustav Hilmar hrál nejbohatšího sedláka Jana Trantince, jeho syna Václava hrál Ladislav Boháč a jeho lásku Anči ztvárnila Marie Glázrová. Režisérem filmu byl Václav Binovec, na scénáři se podíleli Josef Mach, Karel Steklý a Karel Hašler, kameramanem byl Julius Vegricht, filmovou hudbu složil Jiří Julius Fiala.
Pro natáčení většiny exteriérů si filmaři zvolili půvabné městečko Ronov nad Doubravou, i když je mnohem menší než Příbram a široko daleko nejsou žádné doly, ani řeka vhodná k voroplavbě. Několik scén se natočilo také v blízkém okolí Železných hor, především v nedaleké Třemošnici a pod zříceninou hradu Lichnice. Film se vcelku věrně drží knižní předlohy, hlavní změnou je vynechání pochmurného konce s vyhlášením první světové války, což na počátku druhé světové války bylo zcela pochopitelné. Film naopak končí (až na smrt starosty) víceméně šťastně: Trantinec se usmiřuje se synem a stává se novým starostou obce, což bylo poslední přání starosty Buzka.

## Zajímavost
Jako zajímavost lze uvést, že do hlavní role starosty Františka Buzka byl obsazen František Smolík, o devatenáct let později (pokud bereme v úvahu rok natáčení, osmnáct let podle data premiéry) byl obsazen do hlavní role středoškolského profesora latiny a řečtiny Málka, třídního učitele  ve filmu Vyšší princip (1960, režie Jiří Krejčík), který byl natočen podle dalšího díla Jana Drdy (stejnojmenné povídky ze souboru jedenáct povídek Němá barikáda).